# Pablo Javier Pérez
Pablo Javier Pérez (Rosario, Provincia de Santa Fe; 10 de agosto de 1985) es un exfutbolista argentino. Se desempeñaba como mediocampista y su último club fue Sarmiento de Junín. De gran trayectoria en Newells Old Boys, también tuvo un destacado paso en Boca Juniors.

## Trayectoria

### Newell's Old Boys
Se inició como futbolista en las divisiones inferiores de Newell's Old Boys de Rosario. El 26 de mayo de 2007, en el empate 4-4 de su equipo frente a Estudiantes de La Plata, logró convertir 3 goles.

### Emelec
Llegó al Emelec de Ecuador a mediados del 2009, anotó un gol fantástico de media cancha. En el 2010 con Emelec mejoró su rendimiento, fue campeón del torneo amistoso Copa del Pacífico y disputó la Copa Libertadores, donde anotó un gol. En marzo del 2010 dejó el equipo ecuatoriano por motivos familiares.

### Unión de Santa Fe
A mediados de 2010 se incorporó a Unión de Santa Fe, club con el que logró el ascenso a la Primera División, siendo una de las piezas claves del equipo de Frank Darío Kudelka.

### Newell's Old Boys
En 2011 regresó a Newell's, donde es campeón del Torneo Final 2013 y semifinalista de la Copa Libertadores.

### Málaga
El 3 de enero de 2014, su representante anunció el fichaje con el Málaga de España, con el cual el 9 de enero de 2014 firmaron un contrato hasta el 30 de junio de 2017, por una suma de alrededor de 1.000.000 €. Anotó un gol en la Liga BBVA.

### Boca Juniors
El 16 de diciembre de 2014, Jorge Bilicich, su representante, anunció que Pablo Pérez jugará la temporada 2015 con la camiseta de Boca Juniors. Se sumará al equipo xeneize por medio de un préstamo que durará 18 meses, el cual tiene una cláusula de opción de compra que podrá ser utilizada por Boca Juniors una vez finalizado el año y medio del préstamo.
El día 3 de mayo el mediocampista central convirtió su primer gol en Boca y fue contra River Plate, el partido terminaría 2 a 0 a favor de Boca Juniors.
Se transformó en un referente del club y segundo capitán después de Fernando Gago. El 17 de septiembre de 2017 convierte su primer doblete en Boca frente a Godoy Cruz de local en La Bombonera por la 3.ª fecha de la Superliga Argentina.
El 5 de noviembre de 2017, se disputa el Superclásico, en el que Pablo Pérez otorgó una asistencia espectacular a Nahitan Nández que estampó el 2-1 definitivo del partido.
Tras la lesión de Fernando Gago se transformó en el capitán y líder indiscutido del plantel, manteniendo la cinta de capitán incluso ante la vuelta de Carlos Tévez al plantel.
El 1 de abril de 2018 se disputa por la Superliga Argentina 2017/18 un Boca-Talleres, que para el momento de dicho partido el equipo xeneize  se encontraba en la cima de la tabla y el equipo cordobés siendo su único escolta. Pablo Pérez estaba jugando un mal partido e incluso llegó a ser amonestado con tarjeta amarilla por protestar en contra del árbitro al final del primer tiempo con el partido empatado 1-1, pero en los minutos adicionales del segundo tiempo, tras un centro de Ramón Ábila, Pérez patea al arco convirtiendo el 2-1 que le dio la victoria agónica a Boca en el final, siendo este uno de sus goles más importantes desde que arribó al equipo.
El 9 de mayo de 2018 se disputa el partido postergado de la fecha 25 de la Superliga Argentina 2017/18 en el que se enfrentaron Boca y Gimnasia y Esgrima La Plata. Pablo Pérez convertiría el primer gol del partido que terminaría 2-2 y que más allá del empate, Boca se coronaría con el título matemáticamente por diferencia de puntos respecto a su perseguidor antes de la realización de la última fecha.
El 1 de agosto de 2018 convierte un doblete contra Alvarado de Mar del Plata por la Copa Argentina en la goleada 6 a 0.
El 19 de septiembre de 2018 anota el segundo gol del partido contra Cruzeiro en el partido de ida en La Bombonera por los cuartos de final de la Copa Libertadores 2018. El partido terminaría 2-0 a favor de Boca. Unos días más tarde se jugaría el partido de vuelta en Belo Horizonte en el que empatarían 1-1 y avanzaría Boca a semifinales venciendo al equipo brasileño por un resultado global de 3-1. Enfrentaría a Palmeiras en semifinales. 
Tras eliminar a Palmeiras en semifinales por un resultado global de 4-2, Boca se enfrentaría nada más y nada menos que a River Plate en la final, siendo este el primer enfrentamiento Superclásico en la final de una copa continental. El 11 de noviembre de 2018 se disputa el partido de ida por la final de la Copa Libertadores en La Bombonera. Pablo Pérez sería titular y el partido finalizaría en empate 2-2 a definirse todo en la vuelta. 
El 24 de noviembre de 2018 se hubiera disputado el partido de vuelta, pero tras un mal operativo de la policía, un grupo de simpatizantes de River lanzaron distintos tipos de proyectiles al bus que transportaba los jugadores de Boca que iban a disputar la final. Múltiples ventanas del bus quedaron destrozadas y unos cuantos jugadores de Boca sufrieron heridas debido a los vidrios destrozados. Uno de los más afectados fue Pablo Pérez, quien iba a ser titular en dicho partido, y fue trasladado inmediatamente a una clínica en donde se le diagnosticó una úlcera corneal causada por un fragmento de vidrio y con un tiempo de recuperación mínimo de 4 días. La final fue postergada de horario múltiples veces el mismo día debido a que Boca no estaba en condiciones de disputar el partido. Finalmente se optó por la suspensión y postergación del partido. Fue un episodio polémico que tuvo impacto en medios de comunicación alrededor del mundo.
El 9 de diciembre de 2018 se disputó el partido de vuelta en el estadio Santiago Bernabéu, resultando River Plate, luego de empatar el partido 1 a 1, campeón luego de convertir dos goles en el tiempo suplementario. Pablo Pérez fue reemplazado por Fernando Gago en los últimos minutos del segundo tiempo, alegando una molestia muscular en su pierna izquierda abandonó el campo de juego.

### Independiente
El 21 de enero de 2019 llegó a Independiente, donde enseguida se transformó en una pieza clave del mediocampo para el entrenador Ariel Holan. No abandonó la titularidad, manteniendo un nivel alto y convirtiendo goles en varios partidos. Fue tenido en cuenta por el nuevo entrenador del club Sebastián Beccacece.
Posteriormente, Beccacece abandonó el club y Pablo Pérez cayó en desgracia con los dirigentes por cometer una entrada violenta sobre Jorman Campuzano (de Boca Juniors) que significó su temprana expulsión dejando a su equipo en inferioridad numérica. Por ello más las dificultades para sostener su remuneración tan elevada, se evalúa su transferencia a algún otro club.

### Newell's Old Boys
En 2020 concreta su tercer ciclo en el club Newell's Old Boys en el cual permanece hasta la actualidad.

## Selección nacional
El 1 de octubre de 2017 fue convocado por Jorge Sampaoli por primera vez en su carrera futbolística para disputar dos encuentros de las Eliminatorias de Rusia 2018 enfrentando a la selección de Ecuador y la selección de Perú. 
El 7 de marzo de 2018 recién incorporado a Boca Juniors luego de una lesión, fue convocado por segunda vez por Jorge Sampaoli para representar a la selección. La citación corresponde a los amistosos que la selección Argentina jugó ante la selección de Italia y la selección de España en preparación para la Copa Mundial de Fútbol 2018.
El 14 de mayo de 2018 resultó preseleccionado en la lista de 35 jugadores que dio Jorge Sampaoli para la Copa Mundial de Fútbol 2018.

## Estadísticas
- Actualizado al 10 de febrero de 2024

### Clubes
| Club | Div.                | Temporada           | Liga | Liga | Liga | Copa Nacional(1) | Copa Nacional(1) | Copa Nacional(1) | Copa Internacional(2) | Copa Internacional(2) | Copa Internacional(2) | Total | Total | Total |
| Club | Div.                | Temporada           | PJ   | G    | A    | PJ               | G                | A                | PJ                    | G                     | A                     | PJ    | G     | A     |
| --- | ------------------- | ------------------- | ---- | ---- | ---- | ---------------- | ---------------- | ---------------- | --------------------- | --------------------- | --------------------- | ----- | ----- | ----- |
| Newell's Argentina |                     |                     |      |      |      |                  |                  |                  |                       |                       |                       |       |       |       |
| 1.ª | 2006/07             | 12                  | 3    | 0    | -    | -                | -                | -                | -                     | -                     | 12                    | 3     | 0     |       |
| 1.ª | 2007/08             | 25                  | 0    | 3    | -    | -                | -                | -                | -                     | -                     | 25                    | 0     | 3     |       |
| 1.ª | 2008/09             | 8                   | 0    | 1    | -    | -                | -                | -                | -                     | -                     | 8                     | 0     | 1     |       |
| 1.ª | 2011/12             | 33                  | 8    | 3    | -    | -                | -                | -                | -                     | -                     | 33                    | 8     | 3     |       |
| 1.ª | 2012/13             | 30                  | 4    | 5    | 0    | 0                | 0                | 11               | 1                     | 1                     | 41                    | 5     | 6     |       |
| 1.ª | 2013/14             | 16                  | 4    | 1    | -    | -                | -                | -                | -                     | -                     | 16                    | 4     | 1     |       |
| 1.ª | 2019/20             | 3                   | 1    | 0    | 0    | 0                | 0                | -                | -                     | -                     | 3                     | 1     | 0     |       |
| 1.ª | 20                  | -                   | -    | -    | 11   | 0                | 0                | -                | -                     | -                     | 11                    | 0     | 0     |       |
| 1.ª | 2021                | 13                  | 1    | 0    | 10   | 0                | 0                | 4                | 0                     | 0                     | 27                    | 1     | 0     |       |
| 1.ª | 2022                | 13                  | 2    | 1    | 12   | 1                | 0                | -                | -                     | -                     | 25                    | 3     | 1     |       |
| 1.ª | 2023                | 15                  | 0    | 0    | 5    | 0                | 0                | 3                | 0                     | 0                     | 23                    | 0     | 0     |       |
| Total | Total               | 168                 | 23   | 14   | 38   | 1                | 0                | 18               | 1                     | 1                     | 224                   | 25    | 15    |       |
| Emelec · Ecuador |                     |                     |      |      |      |                  |                  |                  |                       |                       |                       |       |       |       |
| 1.ª | 2009                | 12                  | 1    | 2    | -    | -                | -                | 3                | 0                     | 1                     | 15                    | 1     | 3     |       |
| 1.ª | 2010                | 2                   | 0    | 0    | -    | -                | -                | 4                | 1                     | 0                     | 6                     | 1     | 0     |       |
| Total | Total               | 14                  | 1    | 2    | -    | -                | -                | 7                | 1                     | 1                     | 21                    | 2     | 3     |       |
| Unión Argentina |                     |                     |      |      |      |                  |                  |                  |                       |                       |                       |       |       |       |
| 2.ª | 2010/11             | 31                  | 3    | 2    | -    | -                | -                | -                | -                     | -                     | 31                    | 3     | 2     |       |
| Total | Total               | 31                  | 3    | 2    | -    | -                | -                | -                | -                     | -                     | 31                    | 3     | 2     |       |
| Málaga · España |                     |                     |      |      |      |                  |                  |                  |                       |                       |                       |       |       |       |
| 1.ª | 2013/14             | 11                  | 1    | 2    | -    | -                | -                | -                | -                     | -                     | 11                    | 1     | 2     |       |
| 1.ª | 2014/15             | 0                   | 0    | 0    | -    | -                | -                | -                | -                     | -                     | 0                     | 0     | 0     |       |
| Total | Total               | 11                  | 1    | 2    | -    | -                | -                | -                | -                     | -                     | 11                    | 1     | 2     |       |
| Boca Juniors Argentina |                     |                     |      |      |      |                  |                  |                  |                       |                       |                       |       |       |       |
| 1.ª | 2015                | 18                  | 2    | 3    | 4    | 1                | 2                | 4                | 0                     | 0                     | 26                    | 3     | 3     |       |
| 1.ª | 2016                | 10                  | 0    | 1    | 1    | 0                | 0                | 10               | 2                     | 0                     | 21                    | 2     | 1     |       |
| 1.ª | 2016/17             | 28                  | 0    | 3    | 4    | 1                | 0                | -                | -                     | -                     | 32                    | 1     | 3     |       |
| 1.ª | 2017/18             | 19                  | 5    | 3    | 4    | 1                | 0                | 5                | 0                     | 0                     | 28                    | 6     | 3     |       |
| 1.ª | 2018/19             | 6                   | 0    | 0    | 3    | 2                | 0                | 8                | 1                     | 3                     | 17                    | 3     | 3     |       |
| Total | Total               | 81                  | 7    | 10   | 16   | 5                | 2                | 27               | 3                     | 3                     | 124                   | 15    | 15    |       |
| Independiente Argentina |                     |                     |      |      |      |                  |                  |                  |                       |                       |                       |       |       |       |
| 1.ª | 2018/19             | 9                   | 2    | 0    | 3    | 2                | 0                | 4                | 0                     | 2                     | 16                    | 4     | 2     |       |
| 1.ª | 2019/20             | 14                  | 0    | 3    | 2    | 0                | 0                | 3                | 0                     | 0                     | 19                    | 0     | 3     |       |
| Total | Total               | 23                  | 2    | 3    | 5    | 2                | 0                | 7                | 0                     | 2                     | 35                    | 4     | 5     |       |
| Sarmiento (J) Argentina |                     |                     |      |      |      |                  |                  |                  |                       |                       |                       |       |       |       |
| 1.ª | 2024                | -                   | -    | -    | 3    | 0                | 0                | -                | -                     | -                     | 3                     | 0     | 0     |       |
| Total | Total               | -                   | -    | -    | 3    | 0                | 0                | -                | -                     | -                     | 3                     | 0     | 0     |       |
| Total en su carrera | Total en su carrera | Total en su carrera | 328  | 37   | 33   | 62               | 8                | 2                | 59                    | 5                     | 7                     | 449   | 50    | 42    |
| (1) Incluye Copa Argentina, Supercopa Argentina y Copa de la Superliga. (2) Incluye Copa Libertadores y Copa Sudamericana. |                     |                     |      |      |      |                  |                  |                  |                       |                       |                       |       |       |       |

### Selección
| Selección                  | Año                 | Amistosos | Amistosos | Amistosos | Sudamérica(1) | Sudamérica(1) | Sudamérica(1) | Mundial | Mundial | Mundial | Total | Total | Total |
| Selección                  | Año                 | PJ        | G         | A         | PJ            | G             | A             | PJ      | G       | A       | PJ    | G     | A     |
| -------------------------- | ------------------- | --------- | --------- | --------- | ------------- | ------------- | ------------- | ------- | ------- | ------- | ----- | ----- | ----- |
| Absoluta Argentina         |                     |           |           |           |               |               |               |         |         |         |       |       |       |
| 2017                       | -                   | -         | -         | 0         | 0             | 0             | -             | -       | -       | 0       | 0     | 0     |       |
| 2018                       | 1                   | 0         | 0         | -         | -             | -             | -             | -       | -       | 1       | 0     | 0     |       |
| Total                      | 1                   | 0         | 0         | 0         | 0             | 0             | -             | -       | -       | 1       | 0     | 0     |       |
| Total en su carrera        | Total en su carrera | 1         | 0         | 0         | 0             | 0             | 0             | -       | -       | -       | 1     | 0     | 0     |
| (1) Incluye Eliminatorias. |                     |           |           |           |               |               |               |         |         |         |       |       |       |

### Hat-tricks
| N.º | Fecha              | Estadio                      | Partido                                     | Goles | Resultado | Competición          |
| --- | ------------------ | ---------------------------- | ------------------------------------------- | ----- | --------- | -------------------- |
| 1   | 26 de mayo de 2007 | Ciudad de La Plata, La Plata | Estudiantes de La Plata - Newell's Old Boys |       | 4 - 4     | Torneo Clausura 2007 |

## Palmarés

### Campeonatos nacionales
| Título           | Club              | País      | Año     |
| ---------------- | ----------------- | --------- | ------- |
| Primera División | Newell's Old Boys | Argentina | F-2013  |
| Copa Argentina   | Boca Juniors      | Argentina | 2014-15 |
| Primera División | Boca Juniors      | Argentina | 2015    |
| Primera División | Boca Juniors      | Argentina | 2016-17 |
| Primera División | Boca Juniors      | Argentina | 2017-18 |

### Otros logros
| Título                     | Club              | País      | Año     |
| -------------------------- | ----------------- | --------- | ------- |
| Ascenso a Primera División | Unión de Santa Fe | Argentina | 2010-11 |